# Artem Vikhrov
Artem Vikhrov (en russe : Артём Дмитриевич Вихров), né le 21 octobre 1992, à Saint-Pétersbourg, en Russie, est un joueur russe de basket-ball. Il évolue au poste d'arrière.

## Palmarès
- Vainqueur de l'Universiade 2013